# Bad Gleichenberg
Bad Gleichenberg – gmina uzdrowiskowa w Austrii, w kraju związkowym Styria, w powiecie Südoststeiermark. Według danych Austriackiego Urzędu Statystycznego liczyła 5289 mieszkańców (1 stycznia 2015).

## Współpraca
Miejscowość partnerska:
- Röthenbach an der Pegnitz, Niemcy